# جيانلويجي بلاسيلا
جيانلويجي بلاسيلا (مواليد 19 مارس 1948) هو مبارز بالسيف إيطالي، مثّل بلاده في الألعاب الأولمبية الصيفية 1972.

## روابط رياضية
جيانلويجي بلاسيلا على موقع أوليمبيديا (الإنجليزية)